# Œnoé (nymphe)
Pour les articles homonymes, voir Œnoé.
Dans la mythologie grecque, Œnoé (en grec ancien Οινόη / Oinóê) est une naïade et fait partie des nourrices de Zeus. Elle s'unit à Thoas (roi de Lemnos) de qui elle conçoit Sicinos.

## Sources
- Apollonios de Rhodes, Argonautiques [détail des éditions] [lire en ligne], I, 623-624.
- Pausanias, Description de la Grèce [détail des éditions] [lire en ligne], VIII, 47, 3.